# Quercus arizonica
Quercus arizonica, la encina Arizona es una especie arbórea perteneciente a la familia de las fagáceas. Se encuentra predominantemente en Arizona, sudoeste de Nuevo México, nordeste de Sonora y Chihuahua, y en todo el Archipiélago Madrense. Es un árbol longevo. Uno de los Quercus más grandes del sudoeste.  Está clasificada en la Sección Quercus, que son los robles blancos de Europa, Asia y América del Norte. Tienen los estilos cortos; las bellotas maduran en 6 meses y tienen un sabor dulce y ligeramente amargo, el interior de la bellota tiene pelo. Las hojas carecen de una mayoría de cerdas en sus lóbulos, que suelen ser redondeados.

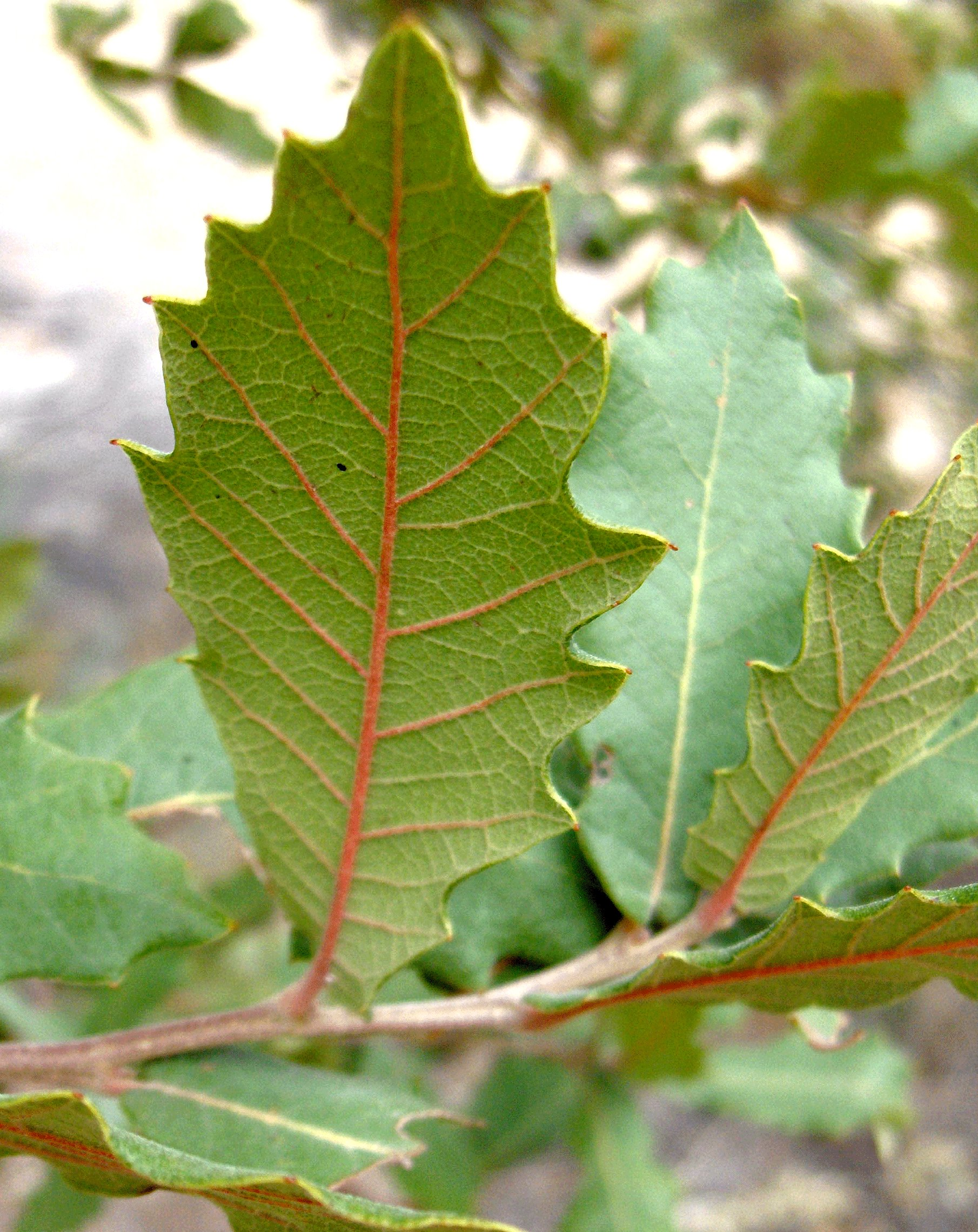
Detalle de las hojas

## Descripción
La encina arizona es un árbol perenne. Normalmente aparece como un arbusto o árbol pequeño. Tiene ramas gruesas y una copa que se dispersa junto con gruesas hojas. Las hojas son alternas, siempreverdes, simples y oblongas. El color es verde amarillento o verde azulado. La textura de las hojas es coriácea y rígida. Crece muy lentamente una vez que ha madurado.
La corteza es de color grisáceo claro. La corteza es inicialmente delgada y lenticulada, pero luego se hace bastante gruesa con fisuras poco profundas y bordes escamosos.

## Hábitat
El roble blanco de Arizona se puede encontrar en una gran variedad de hábitats, tales como sabanas, pastizales y chaparrales. Normalmente se encuentran en la montaña, en áreas que están por encima de unos 1675 metros de altitud. El uso del agua es bajo y requiere sol o sombra parcial. La humedad del suelo debe estar seco y debe ser suelos rocosos o arenosos. Los suelos pueden ser franco arcillosos, de arcilla, limo mediano o rocoso. El roble blanco de Arizona es resistente al calor y al frío.

## Respuesta a incendios
Cuando los robles blancos de Arizona son pequeños, por lo general, mueren por el fuego. Las bellotas son usualmente destruidas también por los incendios. El follaje es muy inflamable pero los árboles más grandes suelen sobrevivir a los incendios que no son tan graves y si un tocón subsiste por un fuego, este brotará rápidamente después de su supervivencia.

## Amenazas
El hongo en descomposición madera Inonotus andersoni afecta al roble blanco de Arizona negativamente. Ardor y tratamiento herbicida también afectan el crecimiento del roble blanco de Arizona, por lo que están siendo gestionados por los sistemas de silvicultura piñonero-enebro.

## Usos
La madera se utiliza generalmente para el combustible. Dado que la madera es dura, pesada y fuerte,  rara vez se utiliza, por razones comerciales, tales como la producción de muebles.
El roble blanco de Arizona es muy importante para el ganado y la vida silvestre porque las bellotas que producen proporcionan alimentos para el ganado y otros animales salvajes. También proporciona la cobertura de dichos animales como ciervos, pavos, jabalíes, ovejas desierto, aves canoras y codornices. El venado cola blanca es también conocido por utilizarlo para la cubierta. Para el venado cola blanca y bura, el roble blanco de Arizona es muy apetecible.
El roble blanco de Arizona también se puede utilizar como una planta ornamental.

## Taxonomía
Quercus arizonica fue descrita por  Charles Sprague Sargent    y publicado en Garden & Forest 8: 89. 1895.
Etimología
Quercus: nombre genérico del latín que designaba igualmente al roble y a la encina.
arizonica: epíteto geográfico que alude a su localización en Arizona. 
Sinonimia
- Quercus arizonica var. wootonii Trel.
- Quercus endemica C.H.Mull.
- Quercus sacame Trel.[3][4]